# Digithèque Belin
La Digithèque était une banque de ressources numériques éducatives, lancée en 2016 pour répondre à un appel d'offres du ministère de l'Éducation nationale. Elle proposait des milliers de ressources didactisées en cycle 3 (du CM1 à la 6e) et cycle 4 (de la 5e à la 3e) pour le français, l'histoire/géographie, l'enseignement moral et civique et les sciences et technologie. Elle cesse son activité en 2021.

## Historique
Les éditions Belin sont à l'origine du projet en collaboration avec Gutenberg Technology. Spécialisée dans l'édition scolaire, celle qui était jusqu'en 2014 la plus ancienne maison d'édition française indépendante fait aujourd'hui partie du Groupe Humensis. Une fusion avec les Presses universitaires de France aboutit à la création de la société Humensis en décembre 2016.
Pour répondre à la volonté gouvernementale d'aider les établissements scolaires à négocier le virage du numérique, Belin Éducation conçoit la Digithèque. Cette plate-forme offrait aux enseignants l'accès à des formats de documents variés (textes, images, audio, vidéo...) intégrables à leurs séances pédagogiques, et assignables à leurs élèves via un learning management system. Les remontées statistiques étaient ainsi regroupées dans un tableau de bord pour analyser les compétences de chaque élève. D'autres fonctionnalités étaient déployées pour optimiser l'accessibilité, comme la lecture du texte par synthèse vocale et l'enregistrement vocal d'une réponse.
En novembre 2017, la Digithèque participe au salon professionnel Éducatec-Éducatice sur le stand du ministère de l'Éducation nationale.
Elle cesse son activité en 2021.

## Utilisation
La Digithèque était une plate-forme gratuite accessible à tous les enseignants. L'inscription se faisait avec une adresse académique. Un blog accompagnait les utilisateurs en proposant à la fois des tutoriels et la mise en avant de certaines ressources, ainsi qu'une newsletter.
Les milliers de documents disponibles étaient complétés par des pistes de réflexion pour aider les enseignants à les exploiter en classe. Ils pouvaient être étudiés indépendamment mais surtout regroupés en séquences pédagogiques. On abordait par exemple avec les élèves un sujet scientifique (la course du soleil), un événement historique (la Première Guerre mondiale) ou une œuvre littéraire (Le Petit Poucet). 

## Identité visuelle

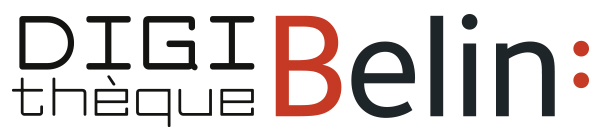
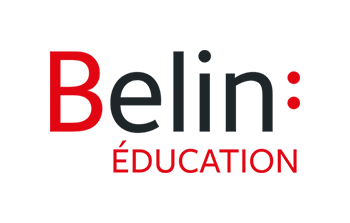